# باشگاه فوتبال دپورتیوو ویکتوریا
باشگاه دپورتیوو ویکتوریا یک باشگاه فوتبال هندوراسی است که در لا سیبا، آتلانتیدا واقع شده است. آنها در گذشته با یک بار قهرمانی در دسته اول هندوراس از موفقیت برخوردار بوده‌اند. آنها در حال حاضر در دسته اول هندوراس بازی می‌کنند.
این تیم حریف سنتی تیم ویدا است.

## دستاوردها
- لیگ برتر هندوراس: ۱ قهرمانی
- جام حذفی هندوراس: ۲ نایب قهرمانی
- لیگ دسته دوم هندوراس: ۳ قهرمانی
- جام اینترکلوب: ۱ مقام چهارمی